# Station Disenå
Station Disenå was een station in Disenå in de gemeente Sør-Odal in fylke Innlandet  in  Noorwegen. Het station ligt aan Kongsvingerbanen. Het stationsgebouw dateert uit 1865. 
Oorspronkelijk zou het station Sæteråa worden genoemd,naar de waterstroom bij het station. De naam bleek toch te verwarrend met het nabijgelegen station Seterstøa, waarna de huidige naam werd gekozen. Zoals meer stations aan de lijn naar Kongsvinger werd Disenå gesloten in 2012. 